# Olivier Allamand
Olivier Allamand (* 31. Juli 1969 in La Tronche) ist ein ehemaliger französischer Freestyle-Skier. Er war auf die Disziplin Moguls spezialisiert. Seinen größten Erfolg feierte er mit dem Gewinn der Silbermedaille bei den Olympischen Winterspielen 1992 in Albertville.

## Werdegang
Allamand, der für La Plagne Savoie startete, debütierte Mitte Dezember 1985 im heimischen Tignes im Weltcup. Dabei ging er an den Disziplinen Acro, Moguls und in der Kombination an den Start. Im US-amerikanischen Breckenridge erreichte er im Januar 1998 erstmals das Podest, ehe er rund zwei Jahre später seinen ersten Weltcupsieg im kanadischen Mount Gabriel feiern konnte. Mit weiteren starken Ergebnissen wurde Allamand am Saisonende 1989/90 sowohl Zweiter in der Kombinations- und Moguls-Wertung als auch im Gesamtweltcup. Bei den Olympischen Winterspielen 1992 in Albertville war Allamand Teil einer starken französischen Freestyler-Delegation. Beim erstmals ausgetragenen Moguls-Wettkampf gewann er die Silbermedaille hinter Landsmann Edgar Grospiron, der bereits im Vorfeld als Favorit gehandelt wurde. Besonders seine Drehtechnik verhalf Allamand zu diesem Erfolg.
Seine letzten internationalen Wettkämpfe absolvierte er im Rahmen der Olympischen Winterspiele 1994 in Lillehammer, bei denen er mit dem sechsten Rang im Moguls-Wettbewerb erneut sein Klasse unter Beweis stellte. Nach den Spielen gab Allamand sein Karriereende bekannt. Eine Kreuzbandverletzung aus dem Jahr 1990 wurde als Mitgrund aufgeführt.
Nach seiner Karriere eröffnete Allamand unter anderem ein Sportwarengeschäft im olympischen Dorf La Plagne.

## Erfolge

### Weltcup-Siege im Einzel
| Nr. | Datum            | Ort           | Disziplin |
| --- | ---------------- | ------------- | --------- |
| 1.  | 7. Januar 1990   | Mount Gabriel | Combined  |
| 2.  | 11. Februar 1990 | Inawashiro    | Combined  |
| 3.  | 20. Februar 1991 | La Clusaz     | Moguls    |
| 4.  | 9. März 1991     | Voss          | Moguls    |
| 5.  | 2. Dezember 1991 | Tignes        | Moguls    |

## Statistik

### Teilnahmen an Olympischen Winterspielen
| Jahr und Ort     | Moguls |
| ---------------- | ------ |
| 1992 Albertville | 2.     |
| 1994 Lillehammer | 6.     |

### Teilnahmen an Freestyle-Skiing-Weltmeisterschaften
| Jahr und Ort     | Moguls |
| ---------------- | ------ |
| 1989 Oberjoch    | 5.     |
| 1991 Lake Placid | 5.     |

### Weltcup-Platzierungen
| Saison  | Gesamtweltcup | Punkte | Moguls | Punkte |
| ------- | ------------- | ------ | ------ | ------ |
| 1986/87 | 88.           | 002    | 37.    | 009    |
| 1987/88 | 86.           | 003    | 40.    | 008    |
| 1988/89 | 31.           | 018    | 23.    | 065    |
| 1989/90 | 24.           | 019    | 06.    | 132    |
| 1989/90 | 02.           | 053    | 02.    | 142    |
| 1990/91 | 15.           | 022    | 04.    | 177    |
| 1991/92 | 13.           | 023    | 03.    | 184    |
| 1993/94 | 41.           | 054    | 11.    | 432    |